# Nicefor II (patriarcha Konstantynopola)
Nicefor II, gr. Νικηφόρος Β΄, Nikēforos II (zm. 1261) – patriarcha Nicei w latach 1260–1261.

## Życiorys
Nicefor był biskupem Efezu. Został patriarchą Nicei po wygnaniu przez cesarza Michała VIII ze stolicy w lutym–marcu 1260 r. patriarchy Arseniusza. Wyborowi Nicefora sprzeciwili się biskupi Sardes i Tesaloniki. Usunięcie Arseniusza doprowadziło do krótkotrwałego rozłamu w Kościele bizantyńskim. Nicefor zmarł w 1261 r., a Michał VIII przywrócił jego poprzednika, po zdobyciu Konstantynopola na stolicę patriarszą.
Za patriarchatu Nicefora II nie odnotowano żadnych istotnych wydarzeń.